# Dobra Wola (powiat przysuski)
Dobra Wola – przysiółek w Polsce, położony w województwie mazowieckim, w powiecie przysuskim, w gminie Klwów.
W latach 1975–1998 przysiółek administracyjnie należał do województwa radomskiego.